# 横沙島

上海市における横沙島の位置

横沙島（おうさとう、中文表記: 横沙島、英文表記: Hengsha Island）は、中国の長江河口にある沖積島である。東は東シナ海、西は長興島、北は崇明島、南西は浦東新区に面している。島全体が上海市崇明区横沙郷であり、かつては川沙県に属していた。1958年に宝山県（現在の宝山区）に、2005年に長興島とともに崇明県（現在の崇明区）となった。島は長江の沖積堆積物によって形成されている。長江の河口を横切っていることから名付けられた。清の咸豊年間（1851年-1861年）に砂州ができ始め、光緒12年（1886年）に埋め立てが始まった。島の形状は三角形であり、面積は49平方キロメートルである。

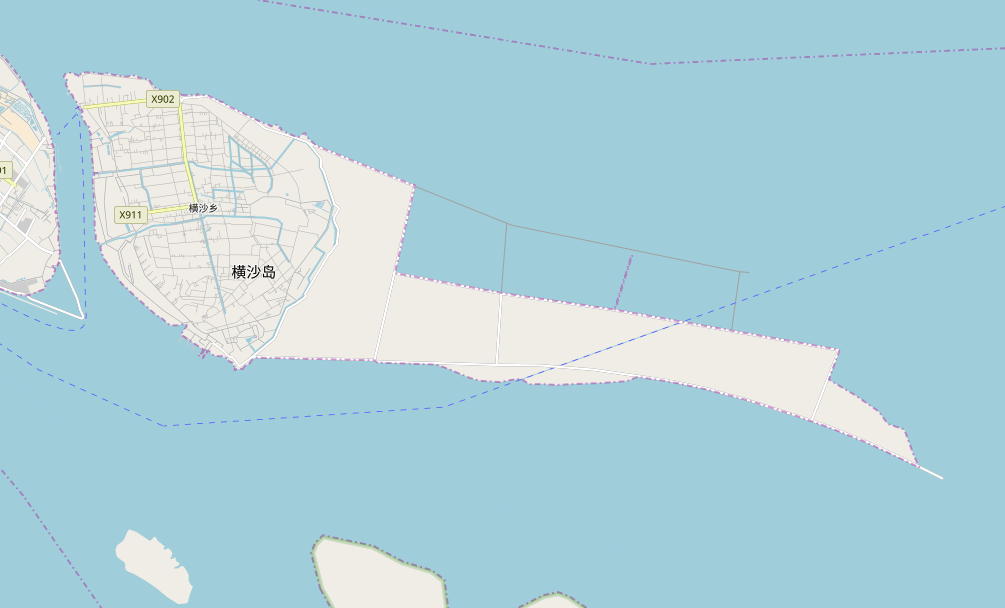
横沙島干拓プロジェクト

横沙島の地形は平坦で、川や水路が交差している。農業が発達し、淡水養殖や海洋漁業も活発に行われている。島の景色はのどかである。現在、上海市は横沙島での埋め立てプロジェクトを実施しており、2020年には15万畝(1万ha)の土地が追加される予定である。埋め立てが完了すると、横沙島の面積は元の広さの3倍に拡大される。
横沙島の生活様式、言語習慣、血統は崇明島・長興島と基本的に同じである。三島語は崇明方言で、その発音は、明らかな歯と舌の音がある宝山方言とは異なり、喉音、鼻、胸の共鳴が強く、多くの開いた音がある。三島は交通の便が悪いため、あらゆる面で独立しており、外界からの影響も少なく、古くからの風習が多く残っている。たとえば、三島は親戚を送ること、つまり死んだ親戚を認識することを尊重する。これは典型的な島の文化である。このようにして、血縁のない人々は関係を築くことができます。交通機関が不便なため、彼らは互いに助け合い、緊急事態に対処する。

## ポップカルチャー
2011年にスクウェア・エニックスから発売されたゲーム「デウスエクス ヒューマン レボリューション」（Deus Ex: Human Revolution）では、ヘンシャ島と呼ばれ、多国籍バイオテクノロジー企業「タイヨン・メディカル」（Tai Yong Medical）の本部があり、人口密度が高く、大規模なエンジニアリング構造を持つ2層の島として描かれている。

## 参考
1. ↑  “視頻｜2020年横沙島面積擴大2倍！上海出大事啦？”. www.sohu.com (2017年8月3日). 2018年2月8日閲覧。
2. ↑  TVBS. “香港追上海同歩　提大型填海工程造陸地│TVBS新聞網”. news.tvbs.com.tw. 2018年2月8日閲覧。